# 成都理工大学
成都理工大学（せいとりこうだいがく、Chengdu University of Technology）は、四川省成都市に位置している中華人民共和国の重点大学。1956年に創立された。本学は、国家の「双一流（Double First-Class Construction）」建設高等学校の初期メンバーである。
この大学は、中華人民共和国国土資源部と四川省人民政府が共同で設立し、中華人民共和国建国初期に設立された三大地質系大学の一つである。理工学を主軸に、地質、石油、資源、核技術、環境を強みとし、土木、化学工学、材料、電子、機械、情報、経営学を特色とし、経済、文法、外国語、芸術、体育などがバランスよく発展している重点大学である。
注：「双一流（Double First-Class Construction）」は旧985/211のアップグレード版である。

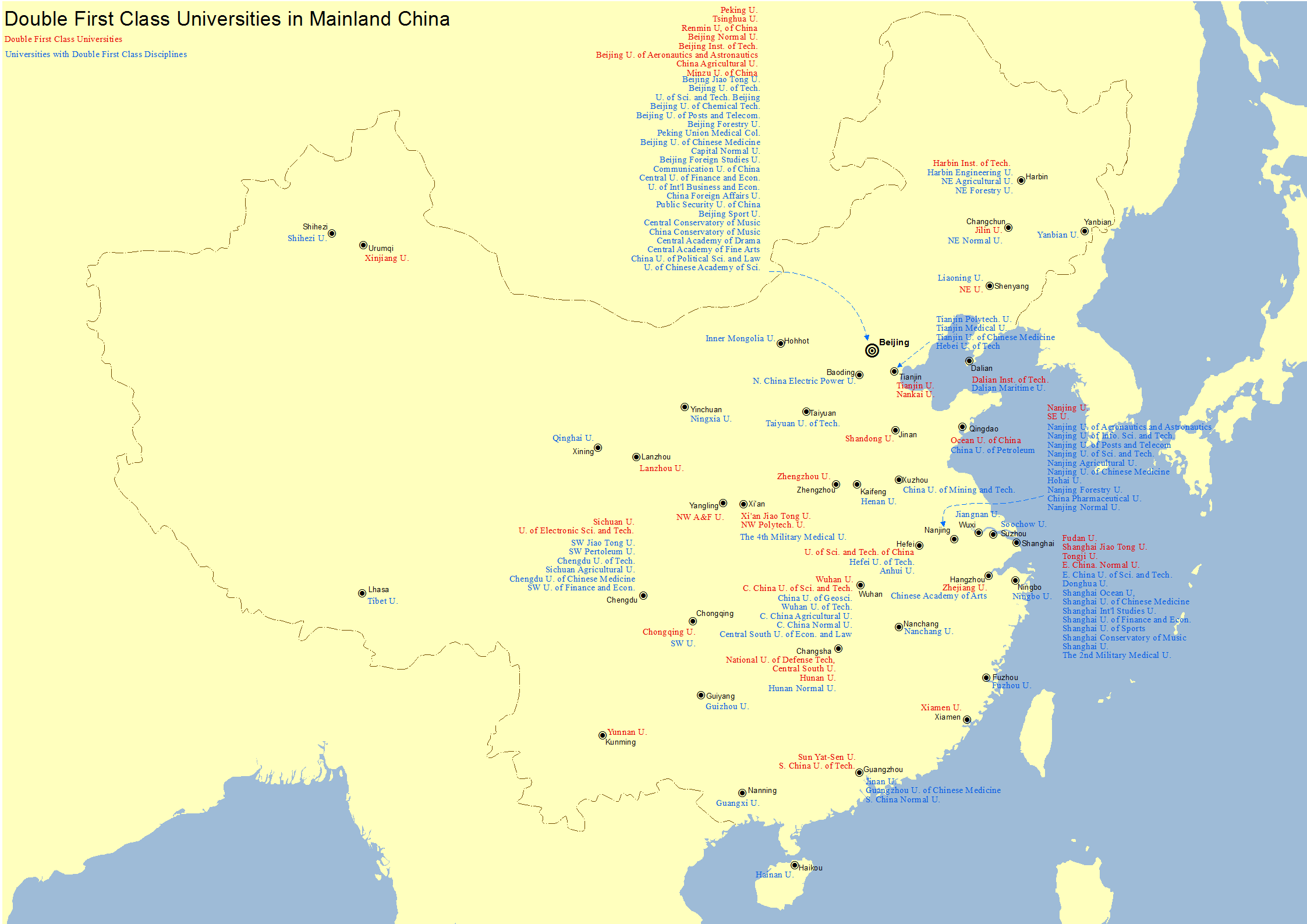
中国の国家「双一流建設」大学の分布図

## 特徴
中華人民共和国教育部、中華人民共和国自然資源部、四川省人民政府、成都市人民政府が共同で設立し、国家の「双一流」建設高等学校の初期メンバーである。
この大学は、地質学や自然資源をはじめとするすべての学問分野において、実践的な精神を重視した教育・研究に強みを持っている。エネルギー、環境資源、基礎エンジニアリング、電子情報などの学科の教育研究水準に強みを有し、理学をベースに多面的かつ学際的な研究型大学である。
以前は中華人民共和国地質部、中華人民共和国地質鉱産部、中華人民共和国国土資源部の直属重点大学。国際大規模な滑坡研究協会（iRALL）などの国際学術団体を主導し、「深時デジタルアース（Deep-time Digital Earth、略称DDE）」などの国際的な大規模科学計画を担当し、国家の重大な研究開発計画、国家重点科学技術プロジェクト、国家科学技術支援計画、国家自然科学基金、国家「863計画」、「973計画」、国家社会科学基金、国家地質調査計画、中国工程院の戦略研究・コンサルティングプロジェクトなど、多くの重要なプロジェクトを担当している。
国家「中西部高等教育基礎能力建設工程」、「111計画」、「卓越工程師教育培養計画」、「国家高水平大学公費留学研究生プロジェクト」、「特色重点学科プロジェクト」、「国家レベルの新工学研究および実践プロジェクト」、「全国革新創業教育改革デモンストレーション大学」、「国家レベルの学生革新創業トレーニングプログラム」、「CDIOエンジニアリング教育連盟」、「成渝地区双城経済圏大学連盟」のメンバーとして、中国の高水準の人材育成と科学研究の基地の一つである。
2021年5月現在、大学の敷地面積は2887亩、建築面積は97万平方メートルである。
20の教育学部、1つの堆積地質研究所、1つの地質調査研究所があり、66の（種類の）学部が設置されている。
教職員は3031人おり、その中には511人の教授、799人の副教授がいる。中国科学院の刘宝珺院士を名誉校長に迎えている。柔軟な知識導入のための高端専門家（院士）は58人いる。2021-2022学年度には、全日制の在校生総数は38373人で、その中には普通の学部生が30161人、修士研究生が6912人、博士研究生が1153人いる。
学部生募集について、全国統一大学入学試験で「一本線（上位5％）」に入る受験生を募集している。

## 大学歴史
成都理工大学は、元々成都地質学院（初名は成都地質勘探学院）として知られており、1956年3月15日に設立された。
この大学は重慶大学、西北大学、南京大学、北京地質学院（現在の中国地質大学）、長春地質勘探学院（現在の吉林大学）、交通大学の地質関連学科の組み合わせによって設立された。これは、当時の地質部、地質鉱産部、国土資源部が直接管理する重点高等学校だった。
1960年には、同校は研究生（大学院生）の募集を開始した。
1966年4月、文化大革命が始まると、大学は6年間新規学生の募集を停止した。1972年3月には3年制の通常クラスの大学生の募集を再開し、1977年には本科生（学士課程の学生）の募集を全面的に再開した。1978年には、修士課程の学生の募集を再開した。
1981年、同校は国家による学位制度の復活後、最初に修士号の授与権を獲得した大学の一つとなった。
1983年には、国家による学位制度の復活後、最初に博士課程の学生を受け入れる大学の一つとなり、1984年には博士号の授与権を獲得した。
1993年には成都理工学院に改名しました。学校は地質部、地質鉱産部、国土資源部の直轄の重点大学であり、2000年には中央と地方が共同で運営する形式に変更された。
2001年には教育部の承認を受けて成都理工大学が設立された。
2010年には、国土資源部と四川省人民政府が成都理工大学の共同建設に関する協定を再度締結した。
2017年には、初回の国家「双一流」建設高等学校に選ばれた。
2019年には、教育部と四川省人民政府が四川大学を含む8つの「双一流」建設高等学校の共同建設に関する協定に署名し、教育部と四川省が共同で運営する大学の一つとなった。
2022年には、第2回の国家「双一流」建設高等学校に選ばれた。